# 찐쌀

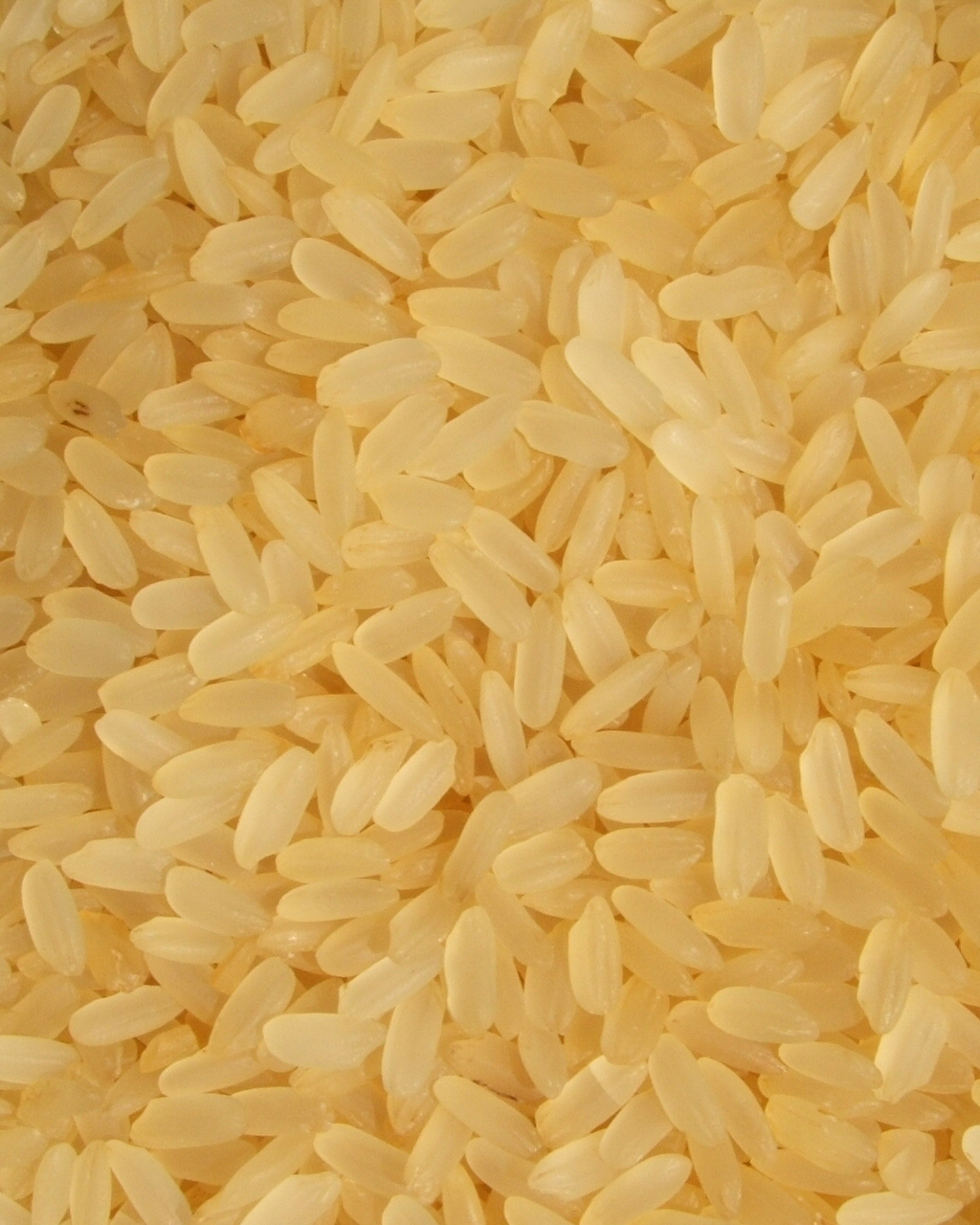

찐쌀, 올기쌀, 올게쌀, 올벼쌀, 올베쌀은 풋벼를 쪄서 도정한 쌀이다.
찐쌀은 보릿고개때 식량이 부족해 베어먹는 풋벼나 논에 작업을 하기 위해 베어내어야 하는 풋벼를 먹기 위해 사용된 전통적인 쌀의 가공 방법이다.
대한민국에서 찐쌀은 쌀 가공품으로 취급되어 외국산 찐쌀은 생쌀과 달리 수입이 가능하다.
그래서 비위생적이거나 유해화학약품으로 가공된 중국산 찐쌀이 유통되어 물의를 빚는 일도 있다.
1. ↑  National Academies of Sciences, Engineering, and Medicine; Health and Medicine Division; Food and Nutrition Board; Committee to Review the Dietary Reference Intakes for Sodium and Potassium (2019). 〈Chapter 4: Potassium: Dietary Reference Intakes for Adequacy〉.   Oria, Maria; Harrison, Meghan; Stallings, Virginia A. 《Dietary Reference Intakes for Sodium and Potassium》. The National Academies Collection: Reports funded by National Institutes of Health. Washington, DC: National Academies Press (US). 120–121쪽. doi:10.17226/25353. ISBN 978-0-309-48834-1. PMID 30844154. 2024년 12월 5일에 확인함.
2. ↑  United States Food and Drug Administration (2024). “Daily Value on the Nutrition and Supplement Facts Labels”. 《FDA》. 2024년 3월 27일에 원본 문서에서 보존된 문서. 2024년 3월 28일에 확인함.